# Tetsuya Saruwatari
Tetsuya Saruwatari (猿渡哲也?, Saruwatari Tetsuya; Ōmuta, 25 giugno 1958) è un fumettista giapponese.
Nato nella prefettura di Fukuoka, non termina le scuole superiori per dedicarsi all'attività di assistente mangaka. Il suo debutto come autore di fumetti avviene su Weekly Shōnen Jump con il racconto breve Umi no Senshi (海の戦士?).
L'autore è noto principalmente per la lunga opera Tough, realizzata in due serie dal 1994 al 2012, e per il manga postapocalittico Riki-Oh (1988-1990), adattato in un film live-action e in due OAV.

## Opere
- Riki-Oh (力王?, Riki-Ō) (12 volumi)
- The Hard (17 volumi)
- Dogsoldier (12 volumi)
- BAD POLICE (volume unico)
- DAN-GAN (5 volumi)
- Ogon Taikaki (volume unico)
- Jungle King (volume unico)
- Damned (3 volumi)
- SOUL (4 volumi)
- Tsuukai Abare Bun-ya (volume unico)
- Abare Bun-ya (13 volumi)
- Tough
  - Kōkō Tekken-den Tough (高校鉄拳伝タフ?), 1994-2003, 42 volumi
  - Tough (TOUGH—タフ—?, Tafu), 2004-2012, 39 volumi
  - Oton (おとん?), 2004-in corso, 2 volumi (spin-off)
- Dokuro (4 volumi)
- Ogyoujin Oniwakamaru (4 volumi)
- Kizudarake no Jinsei